# Cyrano (släkte)
Cyrano är ett släkte av trollsländor. Cyrano ingår i familjen Chlorocyphidae.
Kladogram enligt Catalogue of Life:
| Cyrano | \| \| Cyrano angustior \| \| \| \| \| \| Cyrano unicolor \| \| \| \| |
|        | \| \| Cyrano angustior \| \| \| \| \| \| Cyrano unicolor \| \| \| \| |
|        | Africocypha                                                          |
|        |                                                                      |
|        | Aristocypha                                                          |
|        |                                                                      |
|        | Calocypha                                                            |
|        |                                                                      |
|        | Chlorocypha                                                          |
|        |                                                                      |
|        | Disparocypha                                                         |
|        |                                                                      |
|        | Heliocypha                                                           |
|        |                                                                      |
|        | Heterocypha                                                          |
|        |                                                                      |
|        | Indocypha                                                            |
|        |                                                                      |
|        | Libellago                                                            |
|        |                                                                      |
|        | Melanocypha                                                          |
|        |                                                                      |
|        | Pachycypha                                                           |
|        |                                                                      |
|        | Paracypha                                                            |
|        |                                                                      |
|        | Platycypha                                                           |
|        |                                                                      |
|        | Rhinocypha                                                           |
|        |                                                                      |
|        | Rhinoneura                                                           |
|        |                                                                      |
|        | Sclerocypha                                                          |
|        |                                                                      |
|        | Sundacypha                                                           |
|        |                                                                      |
|        | Watuwila                                                             |
|        |                                                                      |
|        | Cyrano angustior                                                     |
|        |                                                                      |
|        | Cyrano unicolor                                                      |
|        |                                                                      |

|  | Cyrano angustior |
|  |                  |
|  | Cyrano unicolor  |
|  |                  |